# Nécropole de Prato Rosello

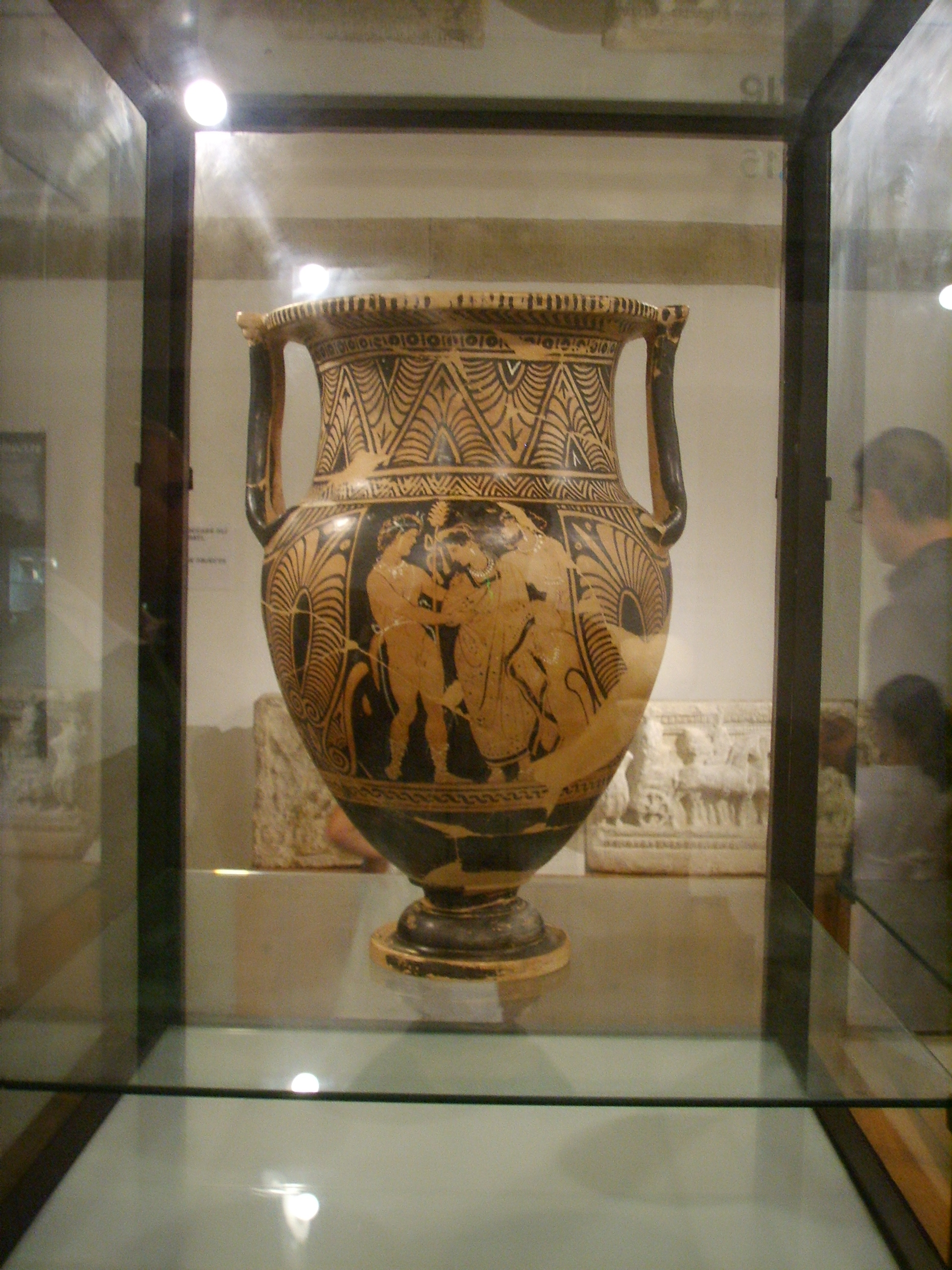
Cratère étrusque à figures rouges provenant de Grumaggio.

La Nécropole de Prato Rosello (en italien : Necropoli di Prato Rosello) est un site archéologique de Toscane, situé à Artimino frazione de Carmignano, en province de Prato.
Les vestiges de ses tombes étrusques sont exposés au Museo Archeologico di Artimino.

## Histoire
La nécropole de Prato Rosello est une zone archéologique qui se situe dans la frazione Artimino de la commune de Carmignano sur le versant dont la pente mène de la Villa Cimino jusqu'à l'Arno et qui a été longtemps occupé par les Étrusques, les tombes datant du VIIIe  au  IVe siècle av. J.-C.
La nécropole a été découverte à la fin des années 1960 et depuis des compagnes de fouilles régulières ont été entreprises.
La route reliant les frazioni d'Artimino et Poggio alla Malva mène à la nécropole.

La tombe de Boschetti au sein de la nécropole de Prato Rosello
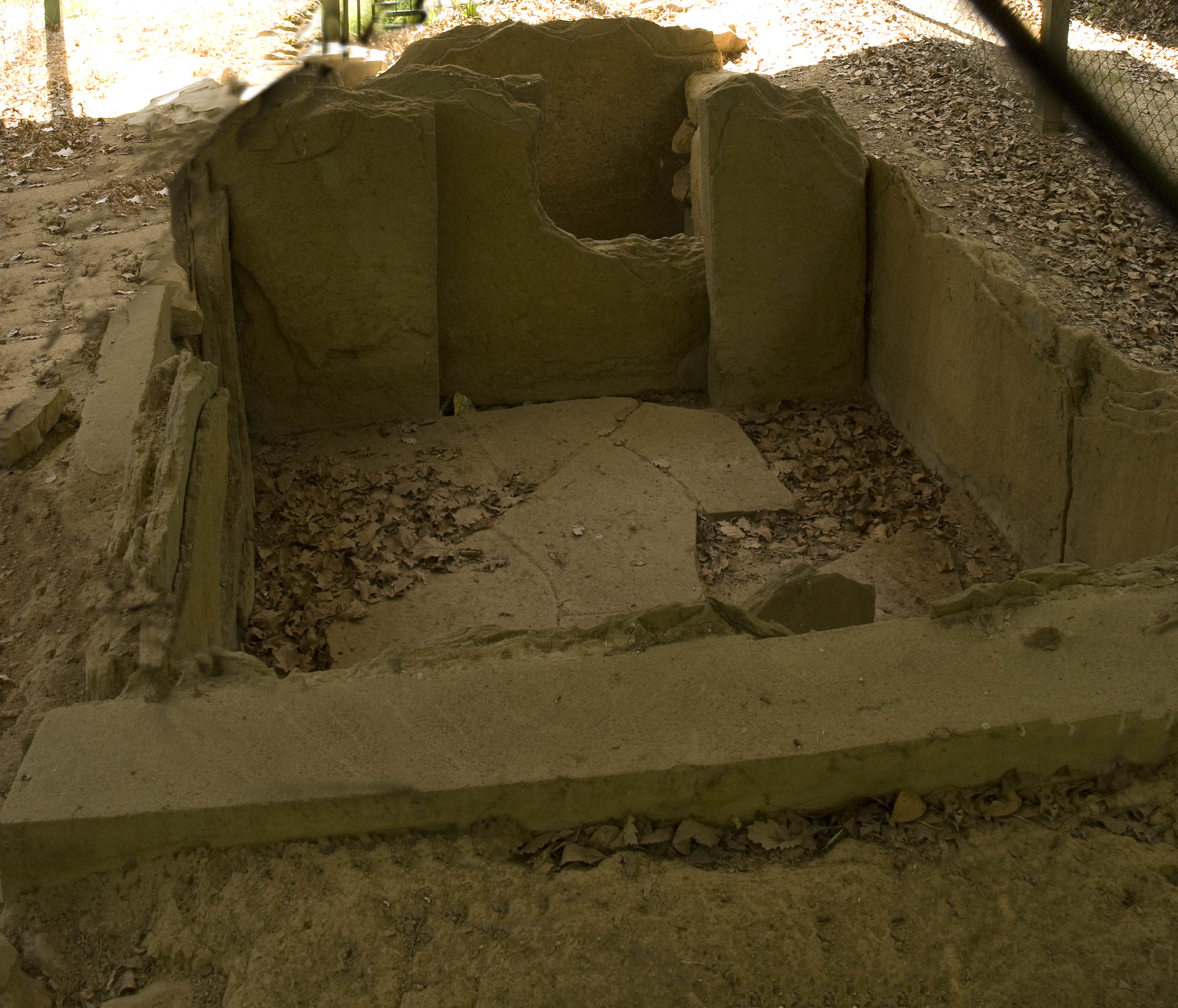
Ici une vue des fouilles archéologiques réalisées dans la Sépulture dite de Boschetti[a].

## Les tombes

### Formes générales
La nécropole située à l'intérieur d'une zone boisée comporte divers tumulus dont les plus importants sont les tumulus A, B, C, X et Z :
- Le tumulus A comporte une chambre quadrangulaire.
- Le tumulus B une tombe a pozzo (Tomba del Guerriero).
- Le tumulus C comporte un vestibule menant à une chambre rectangulaire, partiellement creusée dans la roche et soutenue par une colonne centrale. Parmi les pièces archéologiques retrouvées, il faut noter un brûle-parfum triple en bucchero[6].

Dans les environs proches de la nécropole se trouvent d'autres sépultures :
- Le tumulus de Grumaggio[7], en dessous de Prato Rosello, près de Poggio alla Malva en face de l'Arno et des anciennes caves de pietra serena. En 1942 dans le tumulus a été retrouvé un trousseau à symposium dont font partie un grand cratère étrusque à figures rouges (IVe siècle av. J.-C. et des plats en bronze.
- la zone du domaine de Grumolo à NNE de la Villa où en 1929 furent trouvés trois stèles funéraires[8] et où se trouve un tumulus avec une tombe a camera.

Zone de Comeana :
- La Tombe de Boschetti
- Le tumulus orientalisant de Montefortini du VIIe siècle av. J.-C. à dromos couvert en fausse voûte.

Les pièces archéologiques sont conservées au Museo Archeologico di Artimino avec celles retrouvées dans l'aire de Comeana et d'Artimino.